# Cithaeronidae
Famille
Les Cithaeronidae sont une famille d'araignées aranéomorphes.

## Distribution

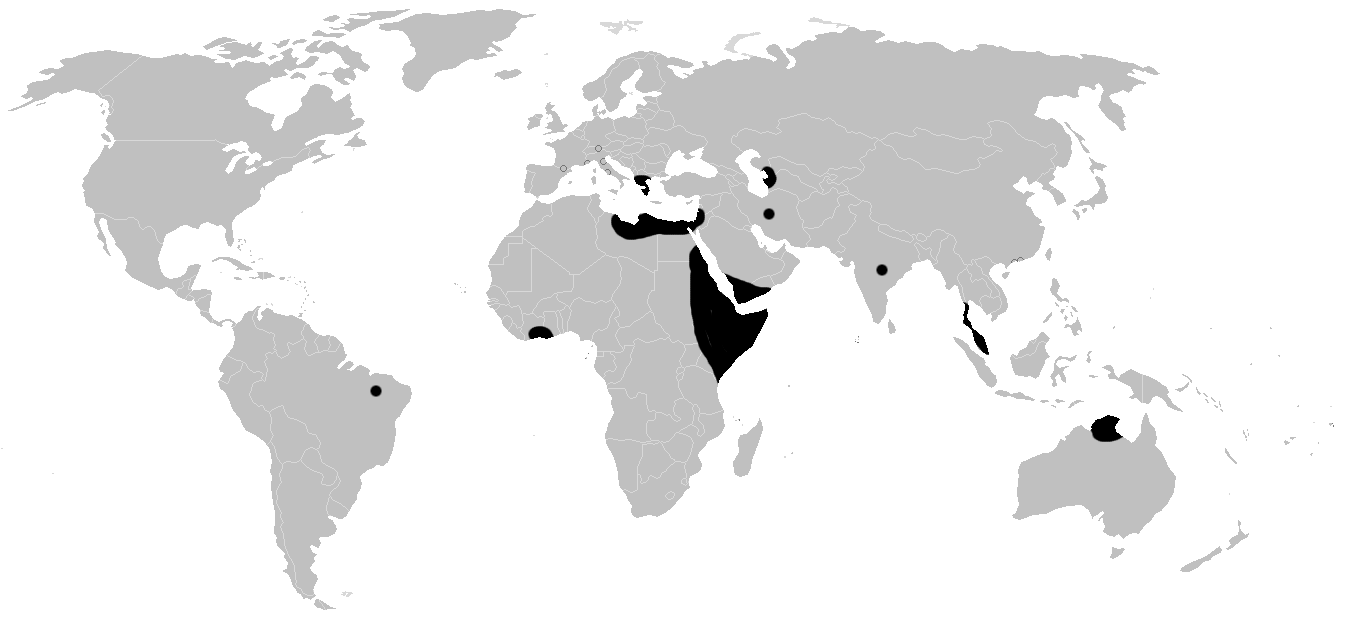
Distribution

Les espèces de cette famille se rencontrent en Afrique, en Asie et en Europe du Sud.
Des espèces ont été introduites en Amérique et en Australie.

## Paléontologie
Cette famille n'est pas connue à l'état fossile.

## Liste des genres
Selon World Spider Catalog (version 23.0, 10/04/2022) :
- Cithaeron O. Pickard-Cambridge, 1872
- Inthaeron Platnick, 1991

## Systématique et taxinomie
Cette famille a été décrite par Simon en 1893 comme une sous-famille des Drassidae. Elle est placée dans les Zodariidae par Petrunkevitch en 1928 puis élevée au rang de famille par Caporiacco en 1938.
Cette famille rassemble neuf espèces dans deux genres.

## Publication originale
- Simon, 1893 : Histoire naturelle des araignées. Paris, vol. 1, p. 257-488 (texte intégral).